# بردلی گمبل
بردلی گمبل (انگلیسی: Bradley Gamble؛ زادهٔ ۴ فوریهٔ ۱۹۷۵) بازیکن فوتبال اهل بریتانیا است.
از باشگاه‌هایی که در آن بازی کرده‌است می‌توان به باشگاه فوتبال ولینگ یونایتد و باشگاه فوتبال لیتون اورینت اشاره کرد.